# Thomas Somerscales

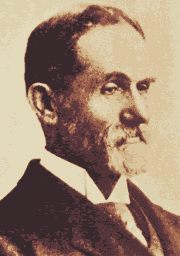
Thomas Somerscales

Thomas Somerscales (* 29. Oktober 1842 in Kingston upon Hull; † 27. Juni 1927 ebenda) war ein englischer Künstler und Seefahrer.

## Leben
Somerscales wurde in Kingston upon Hull als Sohn eines englischen Kapitäns geboren. Bereits in seiner frühen Jugend zeichnete er viel.
1863 heuerte er als Lehrer der Königlichen Marine Englands auf dem Schulschiff Cumberland an. In den folgenden fünf Jahren diente er in der gleichen Funktion auf vier weiteren Kriegsschiffen, zuletzt auf der H.M.S. Zealous.
Im Sommer 1869 erkrankte er in Panama an Malaria. Er musste sein Schiff daher in Valparaíso (Chile) verlassen und wurde aufgrund der Schwere seiner Krankheit aus der britischen Marine entlassen.
Während seines Aufenthalts in Chile widmete er sich neben seiner Tätigkeit als Lehrer intensiv der Malerei. Er fertigte eine Vielzahl von Landschaftsbildern. Drei dieser Bilder stellte er bei der internationalen Kunstausstellung 1872 in Santiago de Chile aus und gewann eine Silbermedaille.

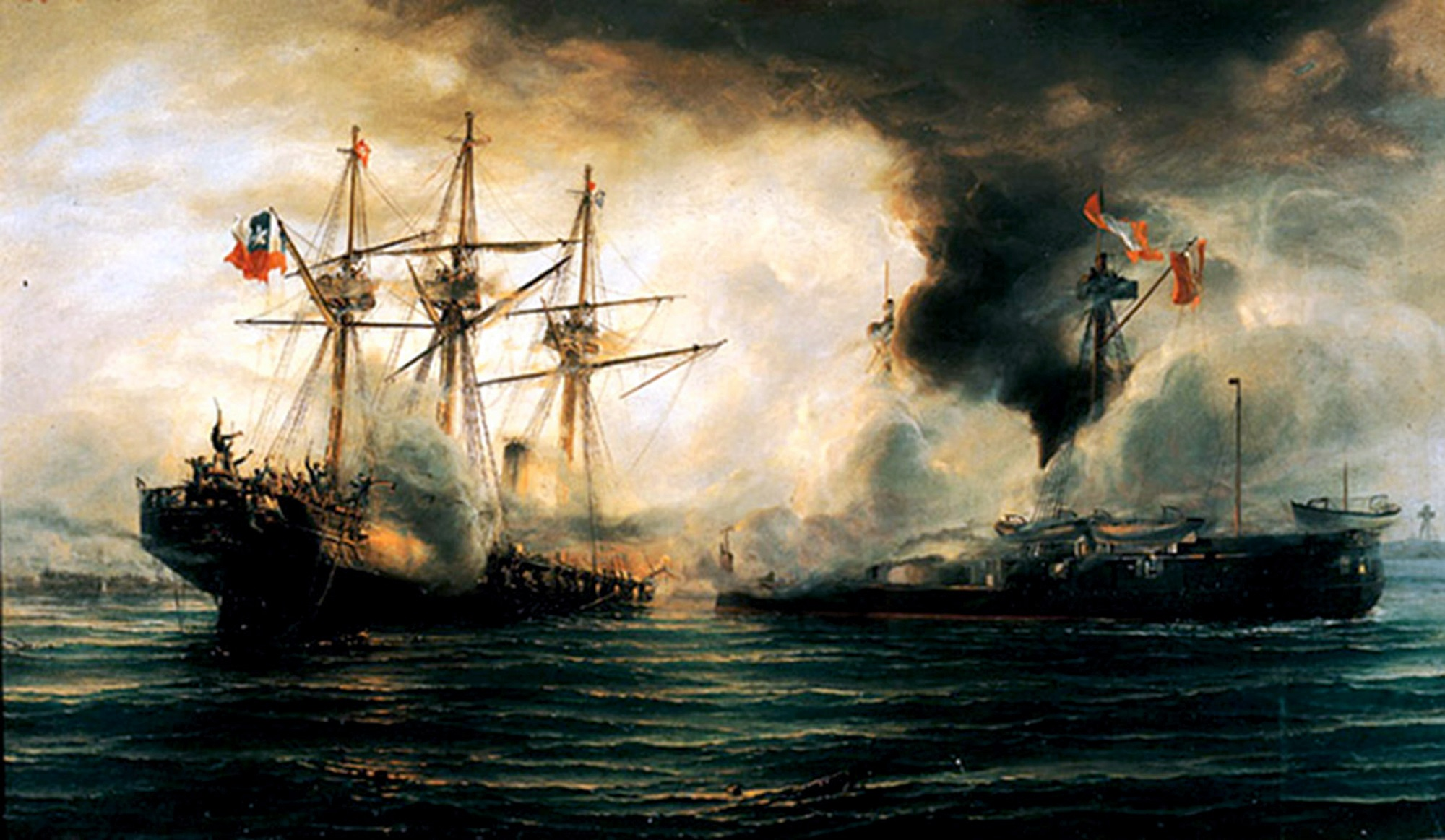
Seegefecht bei Iquique

1875 erlebte Somerscales auf der chilenischen Korvette Esmeralda mit, wie das Schiff bei einem schweren Unwetter vor Valparaíso mehrere Stunden lang gegen den Seegang ankämpfte. Dieses Erlebnis beeindruckte Somerscales so sehr, dass er von da an ganz überwiegend Gemälde von Schiffen anfertigte.

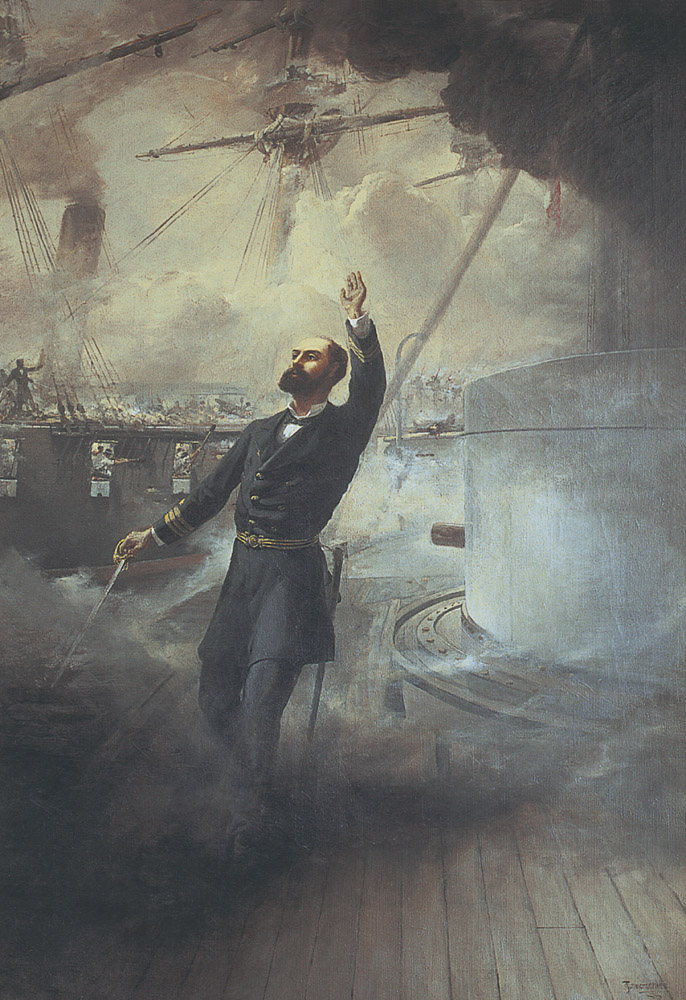
Arturo Prats Tod (1886)

Insbesondere fertigte er eine Unzahl von Gemälden an, die Seekampfszenen aus dem Salpeterkrieg zwischen Peru und Chile darstellen. Besonders bekannt wurde ein Gemälde, das die Versenkung der Esmeralda durch den peruanischen Rammmonitor Huáscar beim Seegefecht vor Iquique am 21. Mai 1879 zeigt. Nach dem Salpeterkrieg konzentrierte sich Somerscales auf Szenen aus der Handelsschifffahrt vor der Küste von Südamerika.
1892 kehre Somerscales nach England zurück und stellte ein Jahr später zum ersten Mal ein Bild in der königlichen Akademie in London aus. Bis 1928 gelangten insgesamt 28 Gemälde von Somerscales zu der Ehre, an diesem prestigeträchtigen Ort präsentiert zu werden. 1899 malte er eines seiner berühmtesten Werke, das wiederum ein chilenisches Motiv zum Thema hatte: Off Valparaíso. In den Jahren 1903, 1907, 1909 und 1912 reiste er weitere Male nach Chile, bis er 1915 endgültig nach England zurückkehrte.
Seine Gemälde können heute insbesondere in der Tate Gallery, dem National Maritime Museum in Greenwich, in der Kunstgalerie Ferens in Kingston upon Hull und im Museum der feinen Künste (Museo de Bellas Artes) in Santiago de Chile besichtigt werden.